# Les Anciens de Saint-Loup (roman)
Pour les articles homonymes, voir Les Anciens de Saint-Loup.
Les Anciens de Saint-Loup est un roman policier français de Pierre Véry, paru en 1944.

## Résumé
M. Jacquelin, directeur du collège de Saint-Loup, fait ses adieux aux enfants. L’établissement va devoir fermer, faute d’argent. Il profite de ses vacances pour inviter ses anciens élèves, onze ans après leur bachot, afin qu’ils lui viennent en aide. Parmi ceux-ci se trouvent trois amis de Saint-Loup jadis inséparables : Paul Forestier, curé ; Jean Laclaux, banquier et Charles Merlin, globe-trotter. Et, soudain, au milieu de cette joyeuse et nostalgique réunion, l'ancien amour commun de ces trois amis est assassiné. Une enquête est menée pour démasquer le coupable. Elle donne lieu à une sorte de jeu de la vérité, de jeu de massacre où ces anciens élèves devenus grands affichent tous cynisme et froid réalisme devant l'existence, sauf peut-être Merlin, le poète vagabond, le seul à avoir gardé son âme d'enfant.

## Adaptation
- 1950 : Les Anciens de Saint-Loup, film français réalisé par Georges Lampin, avec Pierre Larquey (M. Jacquelin), Bernard Blier (Jean Laclaux), François Périer (Charles Merlin) et Serge Reggiani (l'abbé Paul Forestier).